# ABC-Inseln (Alaska)
Die ABC-Inseln sind ein Sammelbegriff für die Inseln Admiralty Island, Baranof Island und Chichagof Island im Nordwesten des Alexander-Archipels, der seinerseits im Südosten Alaskas liegt. Es gibt nur wenig Industrie und geringe menschliche Besiedelung auf diesen Inseln.
Der größte Teil der Inseln sind Naturschutzgebiete, Admiralty Island ist nahezu vollständig als National Monument ausgewiesen. Auf den Inseln gibt es eine bedeutende Population von Braunbären. Analysen ergaben, dass die Braunbär-Population der ABC-Inseln einen starken genetischen Anteil von Eisbären aufweist. Da alle Eisbären von Braunbären abstammen, die Gen-Beziehungen in diesem Fall aber auf einen Transfer in Gegenrichtung hindeuten, scheint es in dieser Region zu einer ungewöhnlichen Gendrift in jüngeren Zeiträumen gekommen zu sein.